# PariSanté Campus
PariSanté Campus est un centre de développement de la santé numérique créé en décembre 2021 et situé dans le 15ème arrondissement de Paris.
D’ici 2029, il devrait déménager au sein de l’hôpital d'instruction des armées du Val-de-Grâce.

## Histoire
Le projet PariSanté Campus est lancé le 4 décembre 2020 par le président de la République Emmanuel Macron, le ministre des Solidarités et de la Santé Olivier Véran, et la ministre de l'Enseignement supérieur, de la Recherche et de l'Innovation Frédérique Vidal,.

## Fonctionnement
Ce campus est porté par cinq institutions publiques, l’Institut national de la santé et de la recherche médicale, l’université Paris sciences et lettres, l’Institut national de recherche en informatique et en automatique, le Health Data Hub, et l'Agence du numérique en santé. Il accueille trois instituts de recherche, « PRAIRIE », « Q Bio », et l'« Institut Physics for Medicine », ainsi qu'une structure dédiée à l'entrepreneuriat (incubateur, pépinière et hôtel d'entreprises). PariSanté Campus a démarré ses activités en décembre 2021 sur un site dans le 15e arrondissement de Paris pendant la réhabilitation de l'ancien hôpital d'instruction des armées du Val-de-Grâce qui accueillera à termes la structure. La fin de ce chantier est envisagée en 2029,. Le 10 mars 2022, la première promotion de PariSanté Campus a été révélée, avec 60 start-ups sélectionnées sur des thématiques telles que les essais cliniques, les thérapies digitales ou l'intelligence artificielle. 